# NextSense Sidney
Das NextSense (früher Royal Institute for Deaf & Blind Children – RIDBC) in Sydney bietet eine Reihe von Bildungsangeboten für Schüler mit Seh- und/oder Hörbehinderungen an, darunter Spezialschulen für gehörlose Schüler mit Gebärdensprache, gehörlose Schüler mit Lautsprache und Schüler mit sensorischen und geistigen Behinderungen.
NextSense bietet zusätzliche Dienstleistungen wie Therapie und braille-Textproduktion sowie ein Kinderaudiologiezentrum an und betreibt über sein RIDBC Renwick Centre auch Forschung und berufliche Weiterbildung. Es ist historisch ein wichtiges Zentrum der Gehörlosenkultur in Australien.
NextSense wurde am 22. Oktober 1860 von dem gehörlosen schottischen Einwanderer Thomas Pattison eröffnet, der auch der erste Lehrer der Schule war. Die Schule in der 152 Liverpool St Sydney hieß ursprünglich Deaf and Dumb Institution of New South Wales. Von Anfang an stand sie allen gehörlosen Kindern offen, obwohl viele aus finanziellen Gründen abgewiesen wurden. Sydney war damals mit nur 80.000 Einwohnern noch eine junge Stadt; die University of Sydney war erst zehn Jahre zuvor gegründet worden, und das öffentliche Bildungswesen steckte noch in den Kinderschuhen. Die Schule begann 1869, blinde Schüler aufzunehmen, und fügte ihrem Namen das Wort blind hinzu. Sie war vorwiegend ein Internat und zog mit dem Wachstum der Schule viele Male innerhalb der Sydneyer Innenstadt um, um mehr Schüler aufzunehmen, unter anderem in Paddington und Newtown, bevor sie 1962 ihr heutiges Zuhause in North Rocks fand. Sie betreibt heute mehrere Bildungszentren in New South Wales und bietet einige landesweite Dienstleistungen an.
David Hunter, ein ehemaliger Schüler der Schule, der seit seinem sechsten Lebensjahr blind war, wurde mit 35 Jahren für Ashfield ins Parlament von New South Wales gewählt und diente dort 35 Jahre lang (1940–1976). Er war für die Verabschiedung eines Gesetzes im Jahr 1944 verantwortlich, das blinden und gehörlosen Kindern eine Schulpflicht einführte. Eine andere bekannte Schülerin war Alice Betteridge, das erste taubblinde australische Kind, das eine Schulbildung erhielt. Sie wurde 1908 im Alter von sieben Jahren zur Schule eingeschrieben, lernte dort Lesen und Schreiben und schloss 1920 als Beste ab.

## Bereiche
Heute gibt es innerhalb des RIDBC drei Fachschulen:
- Die RIDBC Alice Betteridge School für Kinder mit sensorischen und geistigen Behinderungen (1990 umbenannt von „The Special School for Multi-handicapped Blind Students“).
- Die RIDBC Garfield Barwick School ist eine Grundschule für gehörlose Kinder, die mit Hilfe von Sprache und Hörhilfe kommunizieren. Sie wurde 1988 als Grundschule eröffnet, um gehörlose Schüler auf eine reguläre weiterführende Schule vorzubereiten.
- Die RIDBC Thomas Pattison School bietet Unterricht in Auslan, der australischen Gebärdensprache für Gehörlose, an. Gegründet sie 1992 als „Thomas Pattison Annexe“ und wurde 1997 umbenannt.

## Frühförderung
Das RIDBC bietet außerdem zahlreiche Angebote für die frühe Kindheit an. Dazu gehören häusliche, zentrumsbasierte und Fernprogramme für Kinder mit sensorischen Behinderungen bis zu fünf Jahren sowie fünf spezielle Vorschulen (RIDBC Hunter Preschool, RIDBC Nepean Preschool, RIDBC VisionEd Preschool, RIDBC Roberta Reid Preschool, RIDBC Rockie Woofit Preschool) und Unterstützung für Kinder mit sensorischen Behinderungen in regulären Vorschulen.
Im Jahr 1997 freute sich RIDBC, ein neues Programm namens RIDBC Teleschool ankündigen zu können, das die bestehenden Remote Early Learning-Programme für Seh- und Hörbehinderungen kombiniert.
Neben seinen direkten Dienstleistungen möchte RIDBC möglichst vielen tauben und blinden Kindern durch sein RIDBC Renwick Centre helfen. Es bietet Forschung und die berufliche Weiterbildung von Kindern mit sensorischen Behinderungen an. Das RIDBC Renwick Centre wird in Zusammenarbeit mit der Macquarie University betrieben und bietet verschiedene Aufbaustudiengänge (darunter einen Master of Special Education in Sensory Disability) sowie Weiterbildungsangebote an. Das RIDBC Renwick Centre zieht Studierende aus ganz Australien und dem Ausland an.

## Community-Support
RIDBC ist eine große australische Wohltätigkeitsorganisation, die jedoch in hohem Maße auf staatliche Subventionen und die Unterstützung der Bevölkerung angewiesen ist, um ihre Dienste fortführen zu können. Im Jahr 2010 feierte RIDBC sein 150-jähriges Bestehen.

## Botschafter
- Michael Parkinson – englischer Rundfunksprecher, Journalist, Autor und Talkshow-Legende
- Tara Moss – ehemaliges Model und internationale Bestsellerautorin
- Graham Ross – Moderator der TV-Gartensendung Better Homes &  Gardens und Radiomoderator bei 2GB
- Justin Norris – australischer Olympiaschwimmer (Schmetterling und Lagen)

## Schulnamen
- 1860 – Deaf and Dumb Institution of New South Wales
- 1868 – New South Wales Deaf and Dumb Institution
- 1869 – New South Wales Deaf Dumb and Blind Institution
- 1957 – Royal NSW Institution for Deaf and Blind Children
- 1962 – The institution provides the premises for two state schools operated by the NSW Department of Education: North Rocks School for Deaf Children and North Rocks School for Blind Children
- 1974 – Royal NSW Institute for Deaf and Blind Children.
- 1997 – Royal Institute for Deaf and Blind Children.